# Volodymyr Kyrylovič Vynnyčenko
Volodymyr Kyrylovič Vynnyčenko (Elisavetgrad, 28 luglio 1880 – Mougins, 6 marzo 1951) è stato un politico, scrittore e drammaturgo ucraino.

## Biografia
Dopo essersi diplomato in una scuola pubblica locale, Vynnyčenko s'iscrisse al ginnasio maschile di Elisavetgrad. Negli anni successivi aderì ad un'organizzazione rivoluzionaria e scrisse una poesia rivoluzionaria per la quale fu incarcerato per una settimana ed espulso dalla scuola. Questo non gli impedì di continuare i suoi studi e conseguire il diploma.
Nel 1900 Vynnyčenko aderì al Partito Rivoluzionario Ucraino (RUP) e si iscrisse alla facoltà di legge dell'Università di Kiev, ma due anni dopo fu espulso per la partecipazione ad attività rivoluzionarie. Come membro del RUP s'impegnò a propagandare tra gli operai e i contadini di Kiev e di Poltava e per questa ragione fu incarcerato per diversi mesi. Riuscì a fuggire dalla sua incarcerazione. Nel 1902 Vynnyčenko pubblicò su Kievskaya starina il suo primo racconto "Bellezza e forza", dopo il quale divenne noto come scrittore. In seguito, a causa di un nuovo arresto fu arruolato con la forza in un battaglione punitivo dell'Esercito imperiale russo dove iniziò a diffondere tra i soldati la propaganda rivoluzionaria. Ricercato, Vynnyčenko espatriò clandestinamente nella Galizia orientale, in territorio austro-ungarico. Quando cercò di tornare nell'Ucraina russa, fu arrestato e imprigionato a Kiev per due anni con la minaccia di passare il resto della sua vita ai lavori forzati in Siberia. Dopo il suo rilascio nel 1905, Vynnyčenko superò gli esami per una laurea in legge all'Università di Kiev.

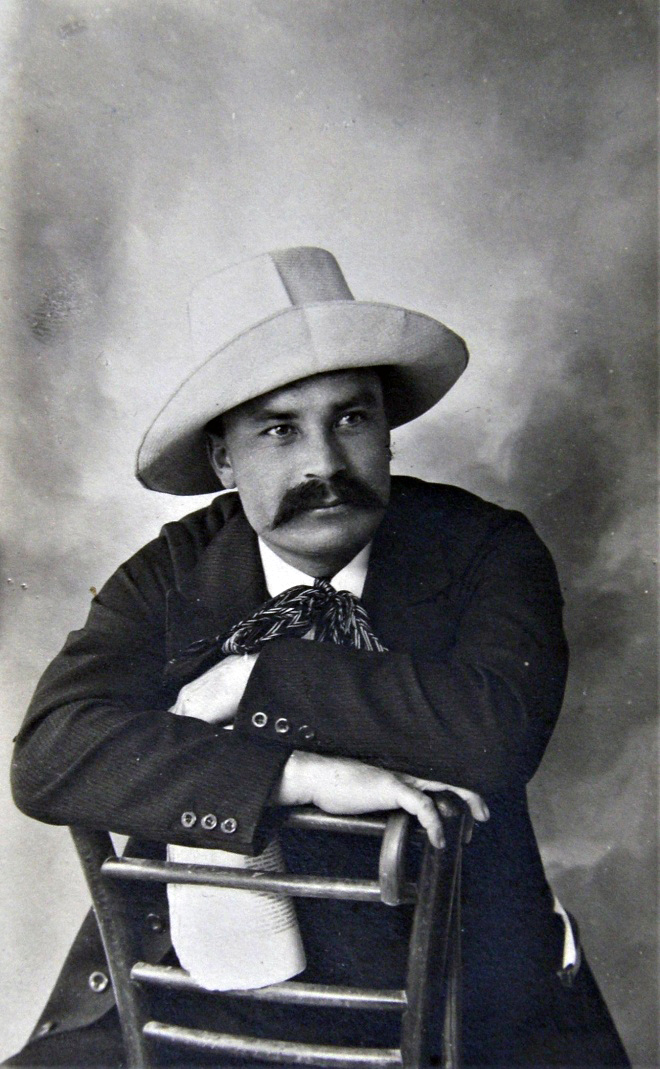
Vynnychenko negli anni 1910

Nel 1906 Vynnyčenko fu arrestato per la terza volta, sempre per le sue attività politiche, e incarcerato per un anno; prima del previsto processo, tuttavia, il ricco mecenate della letteratura e della cultura ucraina, Jevhen Chykalenko, pagò la sua cauzione. Vynnyčenko fuggì così nuovamente dall'Ucraina, diventando uno scrittore emigrato all'estero, vivendo dal 1907 al 1914 a Leopoli, Vienna, Ginevra, Parigi, Firenze e Berlino. Nel 1911 sposò Rosalia Lifshitz, un medico ebreo francese. Dal 1914 al 1917 Vynnyčenko visse illegalmente vicino a Mosca salvo poi tornare a Kiev nel 1917 per assumere un ruolo di primo piano nella politica ucraina.
Dopo la Rivoluzione di febbraio in Russia Vynnyčenko servì come capo della Segreteria Generale, un organo esecutivo rappresentativo del Governo provvisorio russo in Ucraina.
Vynnyčenko si dimise dal suo incarico nella Segreteria Generale il 13 agosto per protestare contro il rifiuto da parte del governo russo dell'Universale della Central'na Rada. Per un breve periodo fu sostituito da Dmytro Dorošenko che compose un nuovo governo il giorno successivo, ma inaspettatamente anche lui chiese le sue dimissioni il 18 agosto. A Vynnyčenko fu così offerto l'incarico di Segretario Generale, di formare un gabinetto e ridisegnare la Seconda Universale per chiedere un'unione federale con la Repubblica Russa. Il suo secondo governo fu confermato da Aleksandr Kerenskij il 1º settembre.
Dopo la Rivoluzione d'ottobre e l'insurrezione bolscevica di Kiev, molti dei suoi segretari si dimisero dopo che la Rada aveva disapprovato l'operato dei bolscevichi a Pietrogrado e nel resto della Russia. Il 22 gennaio 1918, in seguito all'intervento bolscevico guidato da Antonov-Ovseenko, la Repubblica Popolare Ucraina proclamò la sua indipendenza. Il paese tuttavia era schiacciato tra le truppe austro-tedesche ad ovest e l'avanzata delle forze bolsceviche di Michail Murav'ëv lungo il confine orientale. In pochi giorni Murav'ëv riuscì ad occupare Kiev, costringendo le autorità ucraine a fuggire a Žytomyr. Il governo di Kiev siglò allora un criticatissimo trattato con la Germania e l'Austria-Ungheria che assicurava all'Ucraina l'assistenza militare delle Potenze Centrali e alle truppe austro-tedesche stanziate nel paese scorte di cibo e rifornimento. Quel trattato impegnava gli Imperi centrali a far sì che la Russia sovietica riconoscesse la sovranità della Repubblica Popolare Ucraina. Poco dopo il governo di Vynnyčenko siglò anche un accordo economico con la Repubblica Popolare Bielorussa. A fine agosto 1917 però il gabinetto di Vynnyčenko venne sostituito da quello socialista-rivoluzionario di Vsevolod Holubovyč.
Dopo il colpo di stato dell'aprile 1918 guidato dall'etmano Pavlo Skoropads'kyj e spalleggiato dagli austro-tedeschi, Vynnyčenko lasciò Kiev. Più tardi, dopo aver formato il Direttorio dell'Ucraina, prese parte attiva nell'organizzazione di una rivolta contro il governo di Skoropads'kyj. L'insurrezione ebbe successo e Vynnyčenko fece il suo ritorno nella capitale il 19 dicembre 1918. Il Direttorio, un consiglio esecutivo temporaneo di cinque persone, proclamò la restaurazione della Repubblica Popolare Ucraina. Il Direttorio fu nominato dal Congresso del Lavoro con un mandato valevole fino a quando l'Assemblea Costituente ucraina non si sarebbe riunita per eleggere un organo permanente di governo.
Incapace di ristabilire l'ordine e di superare i suoi dissidi con Petljura, si dimise il 10 febbraio 1919 ed emigrò all'estero. Alla fine anno, Vynnyčenko  uscì dal Partito Socialdemocratico Ucraino del Lavoro e formò il Gruppo Estero dei Comunisti Ucraini, che era composto principalmente da altri ex membri del Partito Socialdemocratico Ucraino. Durante un breve periodo di soggiorno a Vienna nel 1920, scrisse i suoi tre volumi "Rinascita della nazione". Nel giugno dello stesso anno Vynnyčenko si recò a Mosca nel tentativo di raggiungere un accordo con i comunisti russi. Dopo quattro mesi di trattative infruttuose le trattative giunsero ad un punto morto. Nel settembre 1920 lasciò nuovamente l'Ucraina e, una volta all'estero, rivelò pubblicamente le sue impressioni sul governo bolscevico. Questa azione produsse una spaccatura nel gruppo estero del Partito Comunista Ucraino: alcuni rimasero pro-bolscevichi e infatti tornarono nell'Ucraina sovietica; altri appoggiarono Vynnyčenko, e con lui condussero una campagna contro il regime sovietico nel loro organo Nova Doba ("Nuova Era").
Dopo aver risieduto in Germania negli anni '20, si trasferì in Francia. Nel 1934, Vynnyčenko lasciò Parigi per stabilirsi a Mougins, vicino a Cannes, in Costa Azzurra. Nei suoi oltre trent'anni passati all'estero continuò la sua carriera di scrittore.